# 武蔵嵐山

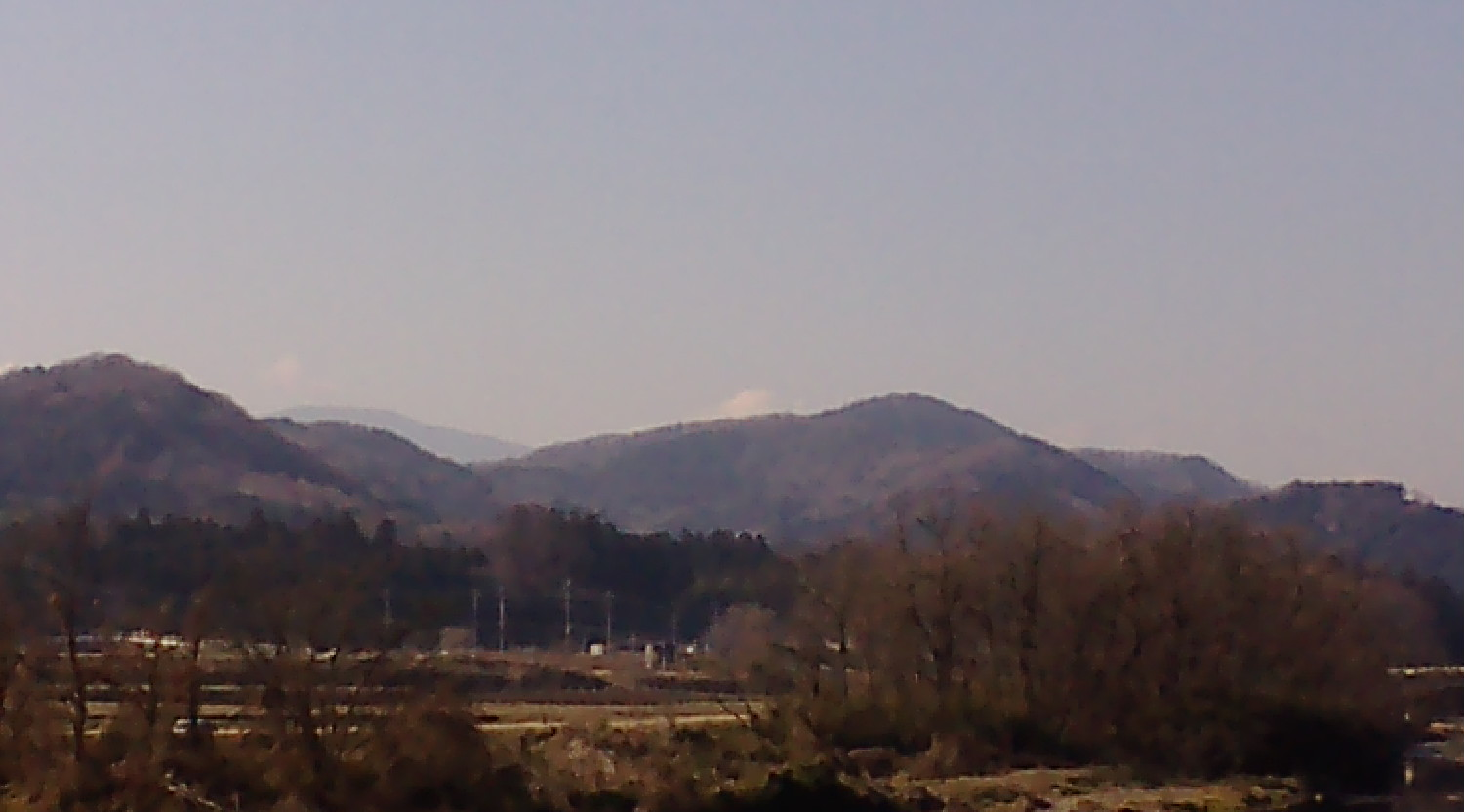
武蔵嵐山

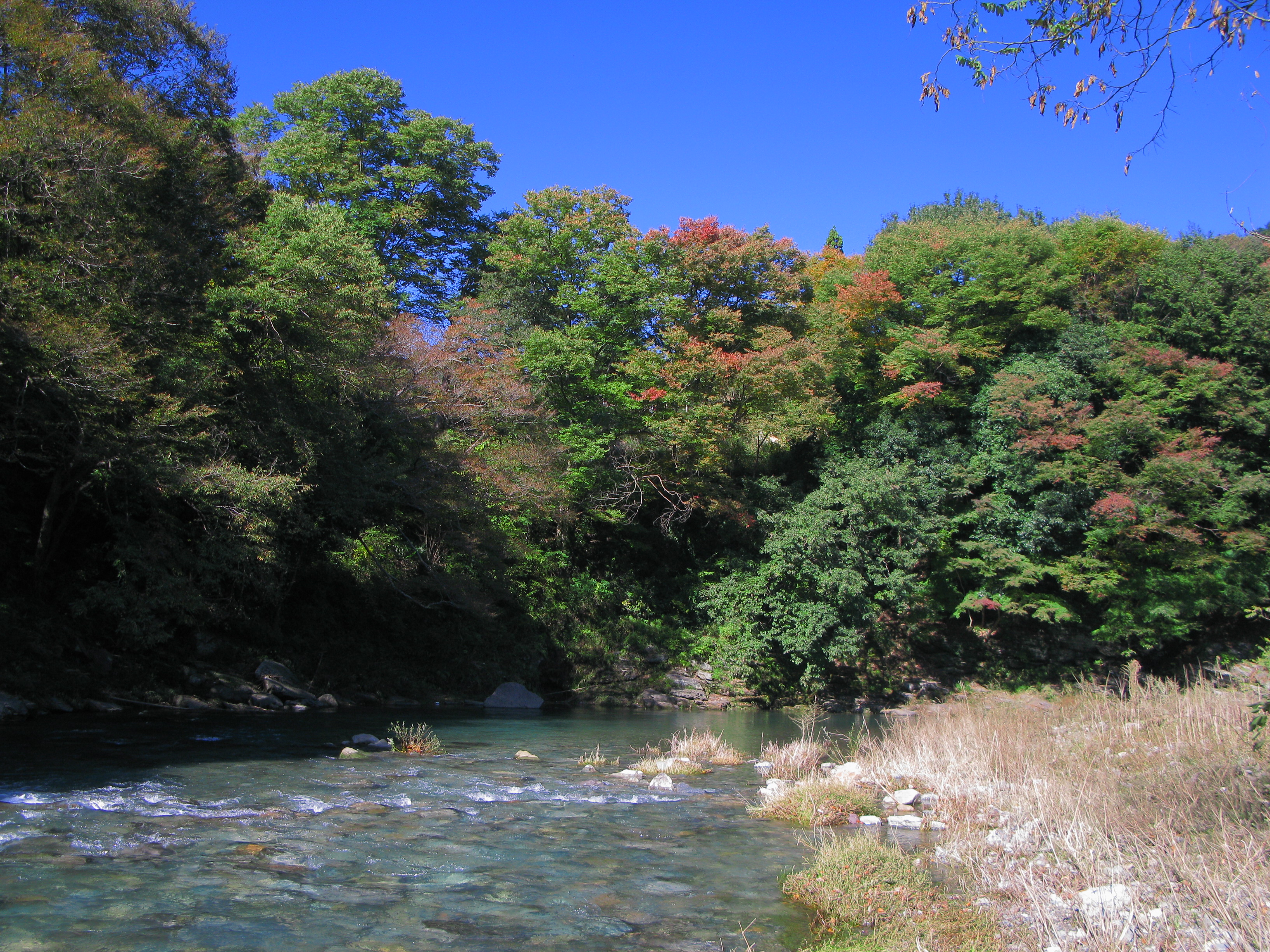
嵐山渓谷

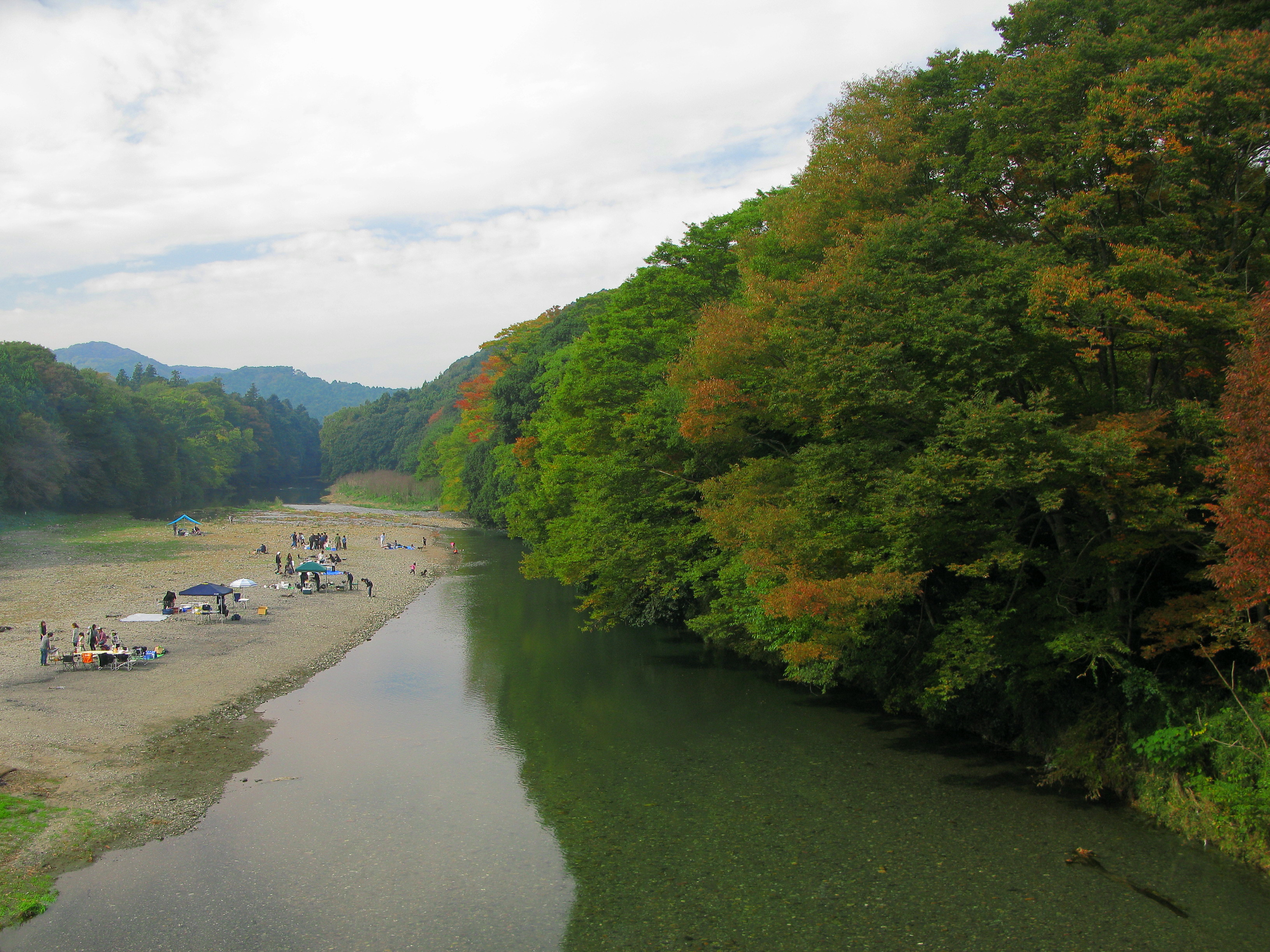
武蔵嵐山：槻川橋から嵐山渓谷を望む

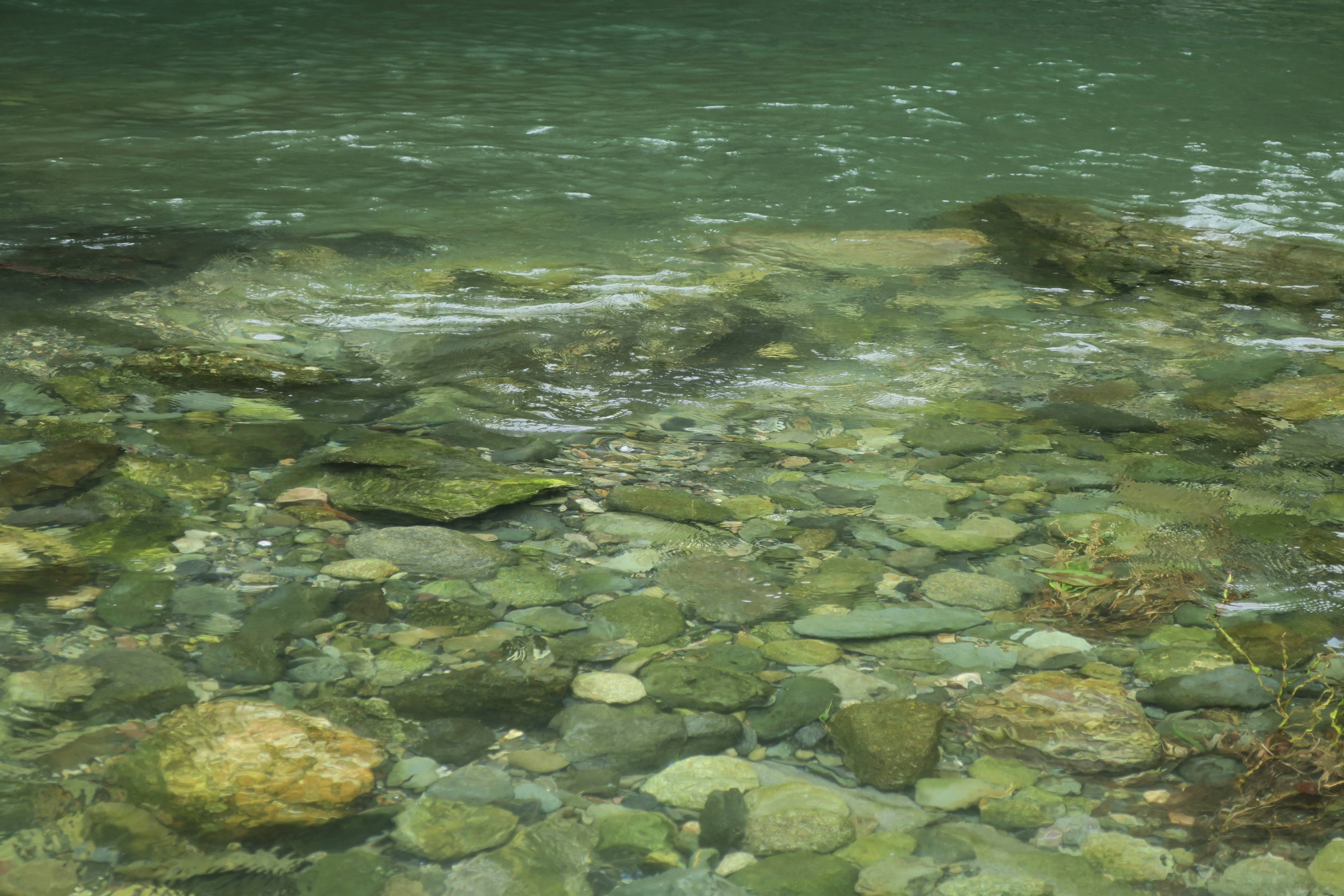
嵐山渓谷・槻川の流水

武蔵嵐山（むさしらんざん）とは、埼玉県比企郡嵐山町にある観光地、渓谷、駅等の名称。槻川沿いの渓谷は、嵐山渓谷（らんざんけいこく）や武蔵嵐山渓谷（むさしらんざんけいこく）とも称される景勝地である。

## 概要
渓谷は長瀞岩畳（秩父郡長瀞町）に例えて昭和初期まで「武蔵長瀞」と称されていたが、1928年（昭和3年）に本多静六が当地を訪れたところ京都の嵐山（あらしやま）の風景によく似ているとして、改めて「武蔵嵐山」と名付けられた。この名は町名の「嵐山町（らんざんまち）」に採用され、渓谷の半島部分には「嵐山町名発祥之地」の石碑が建立された。

## 主な観光スポット
- 嵐山渓谷
- 嵐山渓谷バーベキュー場
- オオムラサキの森・蝶の里公園・ホタルの里
- 千年の苑ラベンダー園
- 大平山
- 槻川橋
- 菅谷館（城）跡
- 一平荘
- 杉山城跡

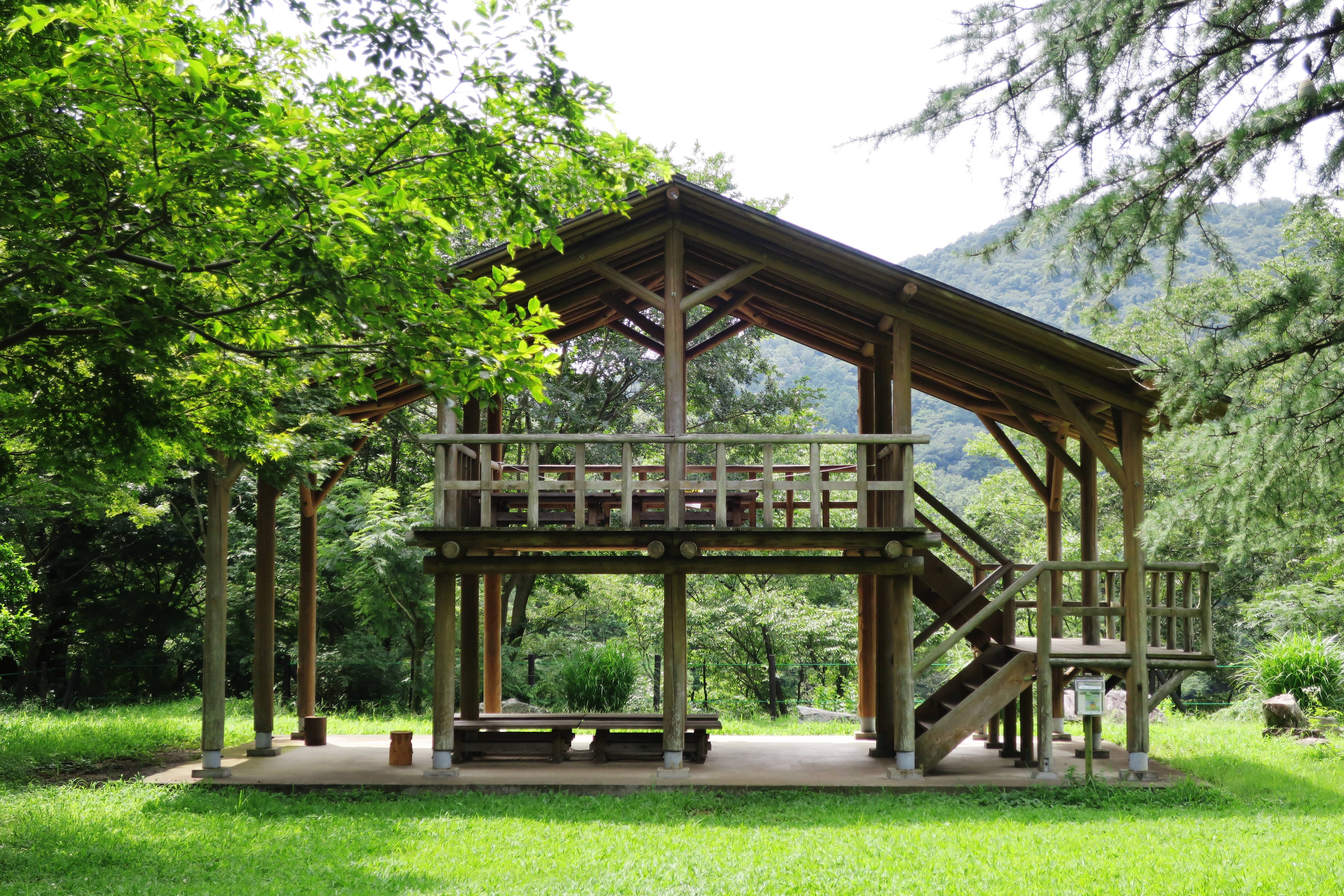
嵐山渓谷展望台
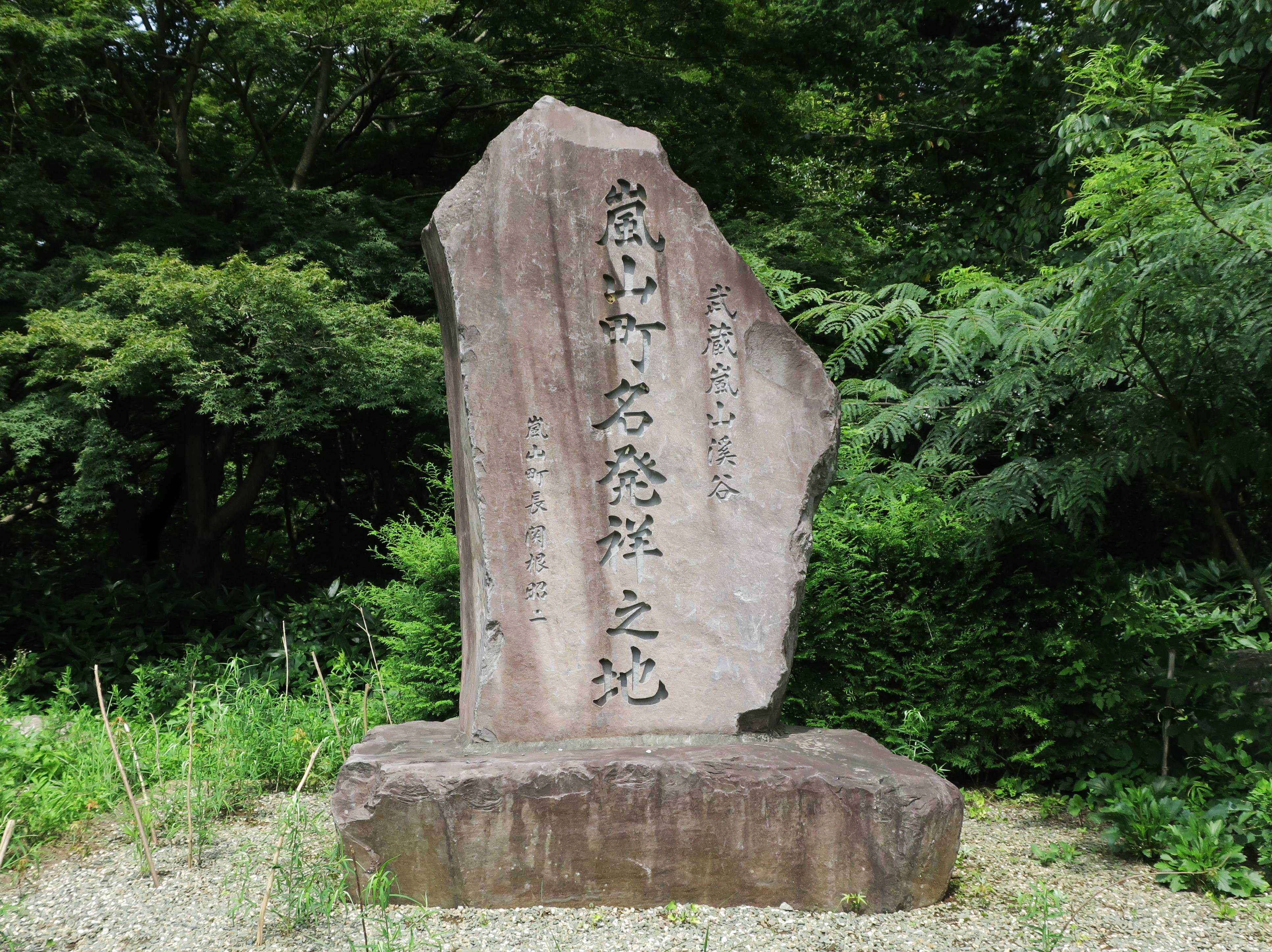
「嵐山町名発祥之地」の碑
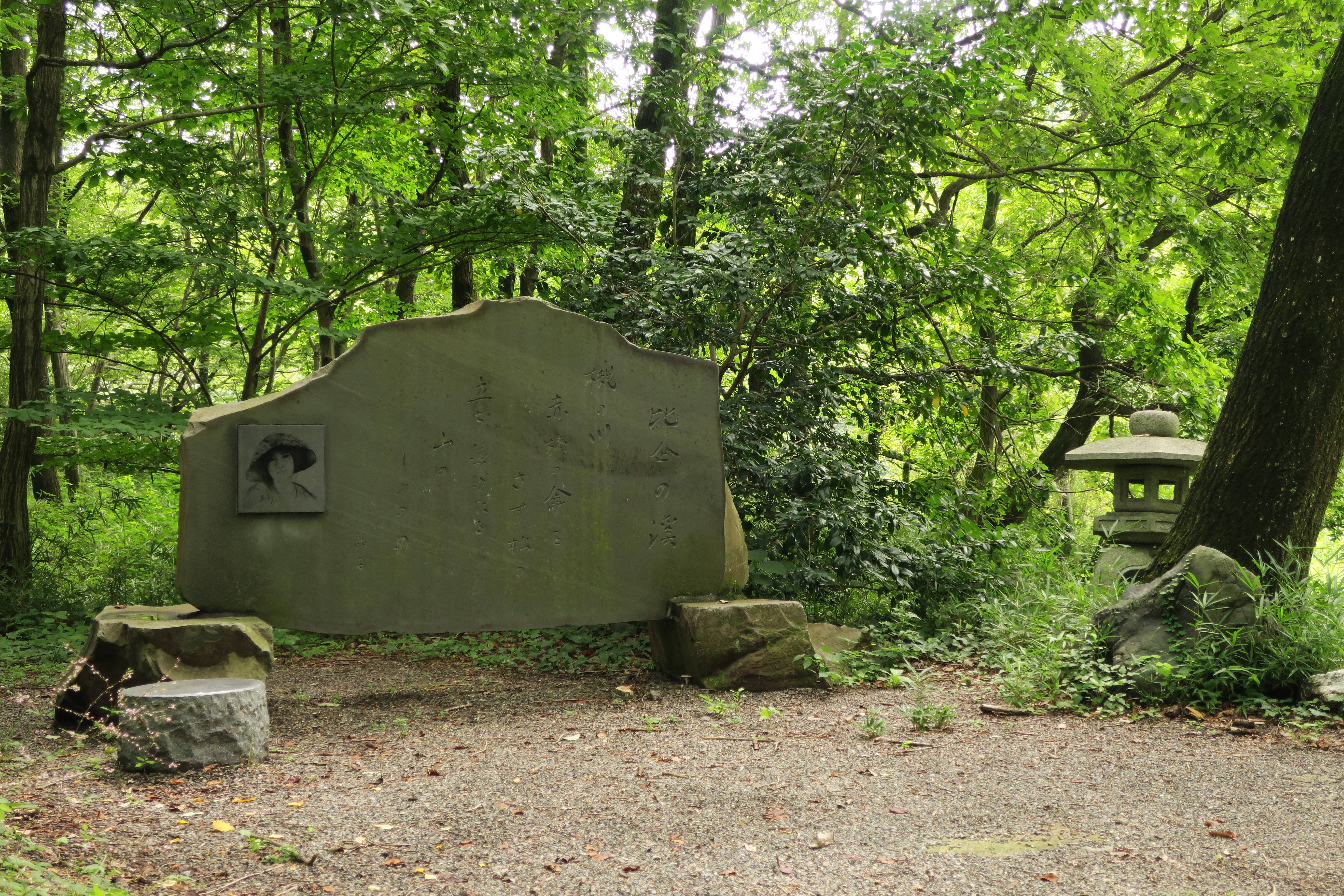
与謝野晶子歌碑
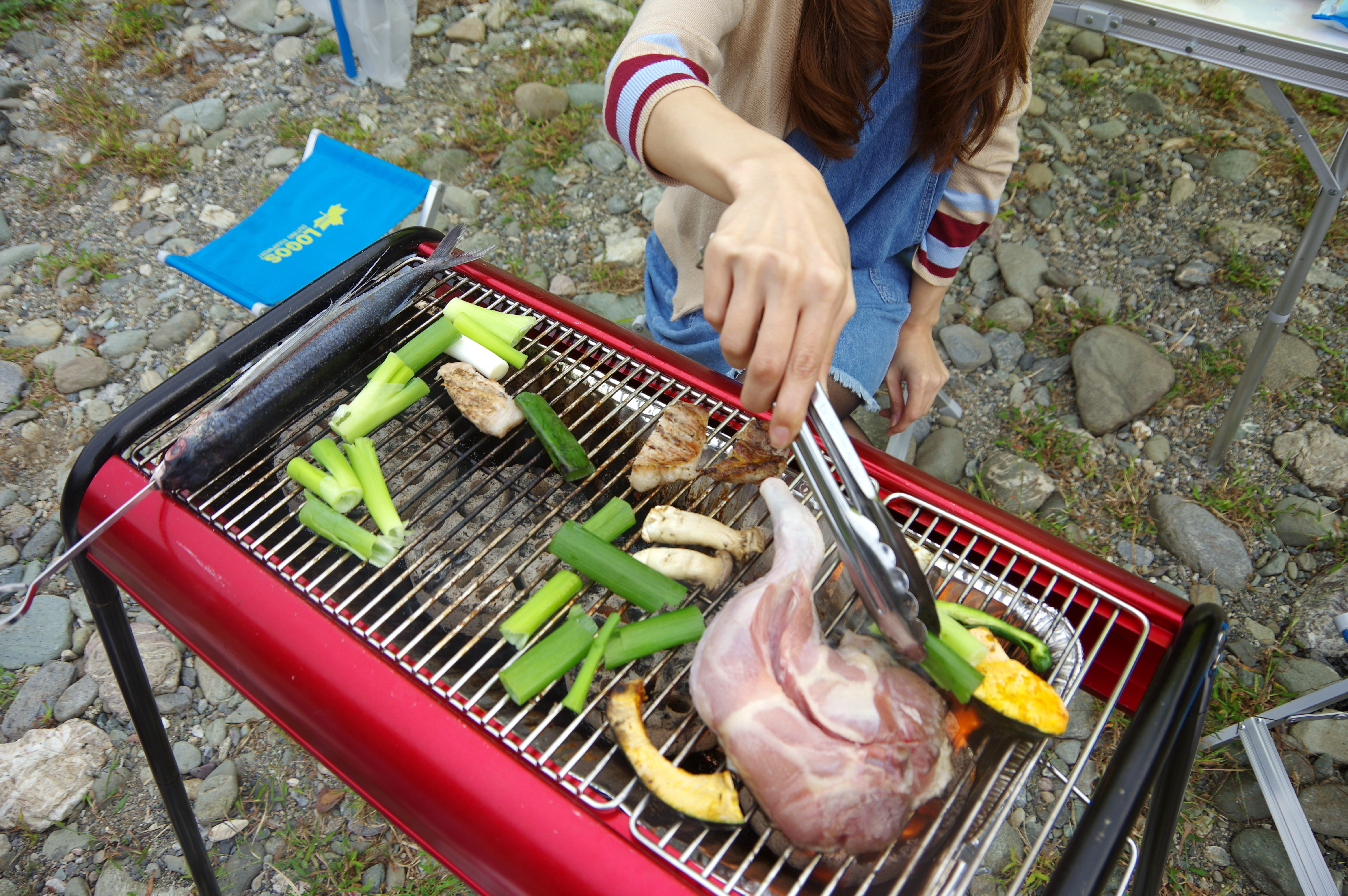
嵐山渓谷でのレジャー（バーベキュー）

## 交通アクセス
- イーグルバス
- 東武東上線：武蔵嵐山駅
- 嵐山小川インターチェンジ